# Styloctetor logunovi
Styloctetor logunovi är en spindelart som först beskrevs av Kirill Yeskov och Yuri M. Marusik 1994.  Styloctetor logunovi ingår i släktet Styloctetor och familjen täckvävarspindlar. Inga underarter finns listade i Catalogue of Life.